# Bahram IV.
Bahram IV. (Vahram, Varahran) je od 388. do 399. bio Veliki kralj
Perzije iz dinastije Sasanida. 
Izvori o životu i vladavini Bahrama IV. veoma su oskudni i dijelom proturječni. Prema jednima je on bio sin Šapura III., a prema drugima njegov brat. Sporno je također je li on sklopio ugovor s rimskim carem Teodozijem I. kojim je podijeljena Armenija ili je to učinio Šapur III. što se danas smatra vjerojatnijim. 
U doba njegove vladavine godine 395. došlo je do provale Huna (iste su godine provalili u Europu što je označilo početak Seobe naroda). Huni su prešli Kavkaz i bili zaustavljeni tek u Mezopotamiji. Ipak se čini da nije došlo do većih vojnih sukoba. 
Bahrama IV. izvori opisuju kao slabog vladara. Ubijen je 399. u plemićkoj uroti. Naslijedio ga je sin Jezdegerd I.